# داء الدونوفانيات
داء الدونوفانية (بالإنجليزية: Donovanosis)‏ أو الورم البثري الحالبي أو داء الدونوفانيات أو المرض الدونوفاني أو الدونوفانوز أو التورم البثري القرحي للاعضاء الجنسية ومنطقة الحالبين هو وباء معدٍ، يتميز بنشوء تورم تقرحي لنسيج الأعضاء التناسلية والحالبين.
اكتشفه للمرة الأولى العالم ماك ليود عام 1882م، أما المسبب فقد اكتشفه العالم (دونوفان) سنة 1905م، لذلك سمي المرض باسمه.

## المسبب
يدعى مسبب هذا الداء «بالجرثومة الدونوفانية الورمية البثرية» أو «المغمدة الورمية الحبيبية» Calymmatobacterium granulomatis

## طريقة انتشار العدوى
يصادف هذا المرض في بلدان المناخ الحار، ينتشر الداء خصوصاً في أفريقيا الغربية، بورتوريكو، البرازيل، غويانا، غينيا الجديدة، أستراليا، اندونيسيا، ماليزيا، تايلاند، جنوبي الصين، الهند وغيرها.
تحصل العدوى عن طريق الممارسة الجنسية ومن خلال التلقيح الذاتي. لذلك، ينتشر المرض بعد عمر ال 13-14 سنة، يصيب النساء أكثر من الرجال.

## الحالة المرضية
يظهر المرض بعد مرور 2-8 أيام ونادراً بعد 3 أشهر على حصول الممارسة الجنسية.

## الأعراض
1. تنشأ بثرة صغيرة على رأس قضيب الرجل ومحيطه والشفرين الصغيرين والبظر عند المرأة، بعد عدة أيام، تصاب البثرة بالتقرح.
2. أحياناً، نلاحظ وجود عقدة صلبة على العانة والصفن لا تلبث ان تلين وتتقرح لاحقا.
3. الحالة الصحية العامة جيدة.

## المضاعفات
1. تفيّل كاذب للاعضاء الجنسية الخارجية الانثوية.
2. انتقال العدوى إلى العجان والشرج.
3. يمكن إصابة المهبل والإحليل (مجرى البول) عند النساء.
4. تضيّق مجرى البول والمهبل والشرج.
5. توسع قضيب الرجل.

مسار المرض مزمن، حيث يستمر سنتين أو أكثر.

## التشخيص
يتم على قاعدة الحالة السريرية وعزل الميكروب من عيّنة مأخوذة من باطن القرحة الجلدية.
التشخيص التفاضلي: نجريه مع:
- السفلس
- الداء التّوتي
- التورم اللمفاوي الزهري

## التكهن بمصير المريض
حسن عموماً

## العلاج
من اجل العلاج نستعمل المضاد الحيوي ستربتوميسين.
أما في حال مقاومة الميكروب له، نعطي دواء التتراسيكلين أو كلورامفينيكول.

## الوقاية
تكمن في الإجراءات التالية:
1. استعمال الواقي الذكري
2. تجنّب العلاقات الجنسية الجانبية والمشبوهة
3. تلافي الاحتكاك بالمصاب وعزله حتى يتم شفاؤه الكامل
4. رفع مستوى الوعي الصحي للمواطنين